# Beonex Communicator
Beonex Communicator byl fork balíku Mozilla Suite. Ten byl totiž z počátku určen primárně pro testování a nikoliv pro koncové uživatele, pro které měl být balík Netscape. Beonex chtěl poskytovat dokumentaci a nutnou podporu pro koncové uživatele.
2. března 2004 Ben Bucksch z Beonex Business Services oznámil, že nebudou plánována žádná nová vydání, dokud si Mozilla Foundation neujasní svou další strategii. V roce 2005 Mozilla Foundation oficiálně změnila svou strategii a vytvořila Mozilla Corporation pro podporu koncových uživatelů.
Poslední verze Beonex Communicatoru byla 0.8.2-stable. Je založena na Mozilla Suite 1.0.2 a je k dispozici pro Windows, Linux a FreeBSD. Verze 0.8.1-stable je též k dispozici pro Mac OS X. Aktuálně dostupný Beonex Communicator 0.8 má několik známých bezpečnostních chyb a Beonex doporučuje používat aplikace od Mozilla Corporation / Mozilla Foundation.